# Torneo de Newport 2024
El Hall of Fame Open 2024 fue un torneo de tenis perteneciente al ATP Tour 2024 en la categoría ATP Tour 250. Tuvo lugar en la ciudad de Newport (Estados Unidos), desde el 15 hasta el 21 de julio de 2024 sobre césped.

## Distribución de puntos
| Modalidad            | Campeón | Finalista | Semifinales | Cuartos de final | 2ª ronda | 1ª ronda | Clasificados | 2ª ronda de clasificación | 1ª ronda de clasificación |
| Individual masculino | 250     | 165       | 100         | 50               | 25       | 0        | 13           | 7                         | 0                         |
| Dobles masculino     | 250     | 150       | 90          | 45               | 20       | 0        | -            | -                         | -                         |

## Cabezas de serie

### Individuales masculino
| Tenista             | Ranking | Preclasificados |
| Adrian Mannarino    | 24      | 1               |
| Marcos Giron        | 46      | 2               |
| Alex Michelsen      | 55      | 3               |
| Christopher Eubanks | 62      | 4               |
| Brandon Nakashima   | 65      | 5               |
| Aleksandar Vukic    | 69      | 6               |
| Arthur Rinderknech  | 76      | 7               |
| Rinky Hijikata      | 77      | 8               |

- Ranking del 1 de julio de 2024.[2]

### Dobles masculino
| Tenista                                    | Ranking | Preclasificado |
| Nathaniel Lammons Jackson Withrow          | 46      | 1              |
| Julian Cash Robert Galloway                | 74      | 2              |
| Diego Hidalgo John-Patrick Smith           | 126     | 3              |
| William Blumberg Rinky Hijikata            | 142     | 4              |
| Evan King Reese Stalder                    | 152     | 5              |
| André Göransson Sem Verbeek                | 165     | 6              |
| Ryan Seggerman Patrik Trhac                | 199     | 7              |
| Rithvik Bollipalli Niki Kaliyanda Poonacha | 218     | 8              |

## Campeones

### Individual masculino
Marcos Giron venció a  Alex Michelsen por 6-7(4-7), 6-3, 7-5

### Dobles masculino
André Göransson /  Sem Verbeek vencieron a  Robert Cash /  James Tracy por 6-3, 6-4